# 安東赫
安 東赫（アン・ドンヒョク、朝鮮語: 안동혁、1906年3月11日 - 2004年10月14日）は、大韓民国の化学者。本貫は順興安氏。日本名は安東 赫。

## 経歴
1906年（光武10年）3月14日、京畿道高陽市に生まれた。徽文高等普通学校を経て、1926年、京城高等工業学校卒業。1929年、九州帝国大学工学部（現在の九州大学工学部）を卒業した後、京城工業専門学校の教師として赴任した。 1933年には教鞭を取り、中央試験所化学工業部に旗手業務も兼任した。京城工業と中央試験所を行き来しながら化学工学の講義と研究にまい進し、専門の油脂工業分野で6つの特許を取り、約10本の論文を発表した。大韓化学会、大韓窯業総協会、韓国食品科学会会長を歴任し、学術活動にも大きく貢献し、学術院の初代会員や副会長を経て、韓国科学会理事会の1、2代理事長など、様々な学会の会長を歴任し、大韓民国の化学共同学術活動の基礎を固めた。1953年には大韓民国商工部長官に任命され、戦争中に国家が直面した建材復旧物資の生産、基幹産業の建設着手に努める一方、三陟、馬山、唐仁里発電所建設、聞慶セメント、仁川板硝子工場、忠州要素肥料工場建設着手など基盤施設を確立および建設した。1954年、ソウル大学をはじめ首都圏の主要大学の講師として活動を始め、1958年、漢陽（ハンヤン）大学化学工学科の教授として赴任し、2004年に亡くなるまで生涯教育者として過ごしながら後学養成に努め、大韓民国の水質と水源についての疑問を持ち、これについて長期間研究し、特に北朝鮮の水源地に関する深層的な研究を進め、大韓民国全域の水源および水質、工業用水などに関する研究実績を積み上げた。韓国科学技術振興財団、ソウル国際サイエンスクラブ、韓国化学会館などの設立·運営に貢献し、国際科学連盟理事会韓国代表、アメリカ化学会委員などを務めた。2004年10月14日、老衰のため98歳で亡くなった。

著書・出版
1941年には「朝鮮の水質」（日本語、朝鮮化学会誌）、1944年9月には「北朝鮮の水質および水原」に関する論文を朝鮮化学協会誌に掲載し、朝鮮戦争直前には南北全域にわたり工業用水を調査·研究し、1948年には「工業用水調査原産地域」（中央工業研究所報告）、1949年には「北朝鮮の工業用水」（中央工業研究所）など、関連論文を13回も中央工業研究報告に発表した。学生のための基礎科学学問を広めるため、1971年の『自然科学概論』（共著）、1971年の『科学と経済発展』（漢陽大学出版部）を著書に残した。その他の研究結果を1946年「科学技術の建設」（第一出版社）、1947年「科学神話」（造船工業図書出版社）、1947年「化学工業概論」（編著）（文運堂）などの著書を出版した。

## 学歴
- 1923.04~1926.03 京城高等工業学校 応用化学
- 1926.04~1929.03 九州帝国大学 応用化学
- 1948.09~1949.06 プリンストン大学 応用化学

## 略歴
- 京城高等工業学校化学科教授
- 1929.04~1946.09 京城工業専門学校教授及び校長
- 1933年:科学協会と共同で雑誌『科学朝鮮』を刊行した（1944年1月廃刊）
- 1934年7月5日:李万奎、尹致昊、金昌済らとともに科学知識普及会の設立に参加。
- 京城工業専門学校校長
- 中央工業研究所所長
- 1946年7月:朝鮮化学会(大韓化学会の前身)の設立に参加
- 1946.09~2004 朝鮮窯業協会(現代韓窯業総協会)初代会長
- 大韓化学会会長
- 1947年:雑誌「科学時代」を創刊して1950年3月まで発行する。
- 1953.10~1954.06 大韓民国商工部長官
- 1958.04~1976.03 漢陽大学工科大学化学工学科教授
- 1971年3月6日:韓国腐蝕学会創立発起人
- 1971年3月~:韓国腐蝕学会顧問
- 1976.03~2004 漢陽大学校名誉教授
- 1966.09~2004 韓国科学技術団体総連合会名誉会長
- 1971.01~2004 財団法人韓国化学会館理事長(初代)
- 1972.01~2004 韓国科学技術振興財団理事